# 闫子恒
闫子恒（2003年4月—2016年1月9日），天津市人，是一名中学学生，因家中的一场火灾而罹难，死后其器官被捐献给其他病人，引起媒体关注。

## 生平

### 早年
闫子恒出生于天津，其小学就读于天津市和平区中心小学，2014年曾获得“2014陈省身数学周·国际青少年数学邀请活动”五年级组三等奖。2015年考入天津市第九十中学，为其班中的副班长。其成绩优异，在一次期中考试中成绩位列全班第一。
据其母所言，闫子恒性情善良，每次外出遇到乞讨人员，只要有钱都会施以援手；家人有生病的状况时，也会细心端茶送水。

### 去世
2015年12月28日夜，闫子恒家突遭大火，闫子恒与其父均因吸入过量的一氧化碳而昏迷。其父于29日下午苏醒，但闫子恒因脑细胞死亡较多以及严重肺部感染而始终昏迷，自始至终无法自主呼吸。灾后第三天，闫子恒班里的同学为他进行了祈福，学校老师一同为其捐款。抢救持续一周后，2016年1月9日，医生最终宣布闫子恒脑死亡。其去世时年仅12岁，还有3个月就要迎来他13岁的生日。

### 身后
闫子恒死亡后，其父母决定捐献儿子的器官以救助他人。2016年1月9日闫子恒的心脏、肝脏、肾脏和一对眼角膜在北京市的一家医院被移植到其他5名患者身上。中国人体器官捐献管理中心为其家人颁发了荣誉证书，其遗体于1月10日在天津第二殡仪馆火化。其事迹被刊登于《今晚报》等报刊上，被央视新闻的新浪微博转发。
2016年1月，閆子恒的父母获得阿里公益天天正能量「正能量人物」三等奖，并获阿里公益為他們頒發的千元「正能量」獎金。2017年，《天津日报》报道了天津入选「全国十大正能量城市」的新闻，并引用了闫子恒器官捐赠的事迹。

## 爱好
闫子恒生前爱好日本动漫，最喜欢《名侦探柯南》，能记住里面的一些英语、日语单词。亦有成为医生的想法。他也爱好公益活动，曾整理自己的儿童杂志、羽绒服、运动鞋等，打包让妈妈一并寄到西藏。

## 评价
天津市第九十中学副校长韩兵评价闫子恒“热心活泼，学习很好，同学关系融洽”；闫子恒的小姨冯雪评价闫子恒“是个懂事、孝顺、乐于助人的好孩子，从小到大未让父母操过心，而且特别善良，无论谁有困难，他都主动提供帮助，如果孩子在天有灵，也一定希望自己能够帮助到更多人”；其小学同学胡彧滔评价闫子恒“在学习上经常帮助我，他是个热心肠的好朋友，他虽然走了，却以另外一种方式留下来，让我非常感动和敬佩”。